# Death Angel
I Death Angel sono un gruppo musicale thrash metal statunitense, originario di San Francisco, che si formò nel 1982 e che si riunì agli inizi degli anni 2000.

## Storia del gruppo

### I primi anni e i primi dischi (1982-1990)

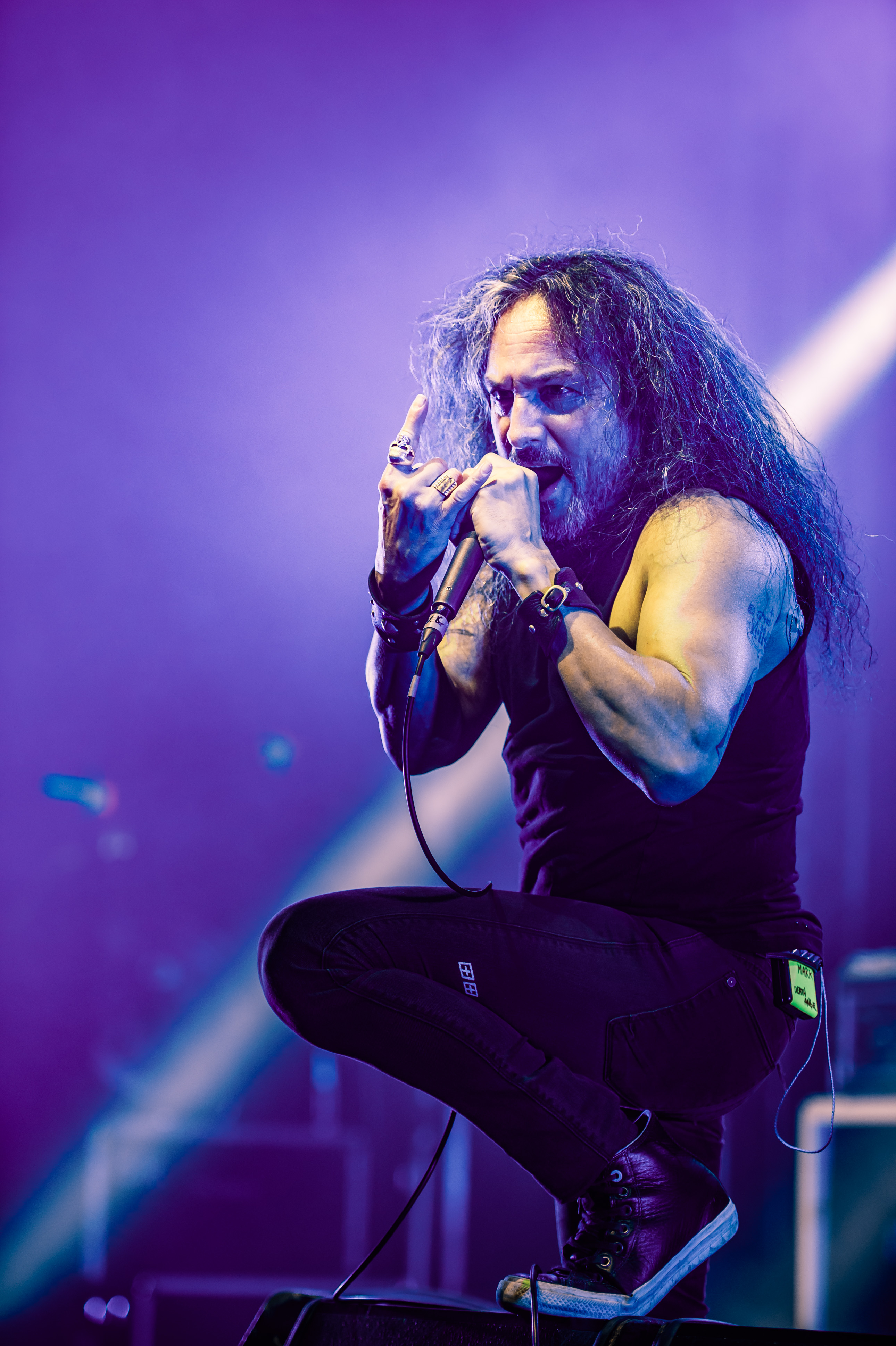
Mark Osegueda al Ruhrpott Metal Meeting 2017

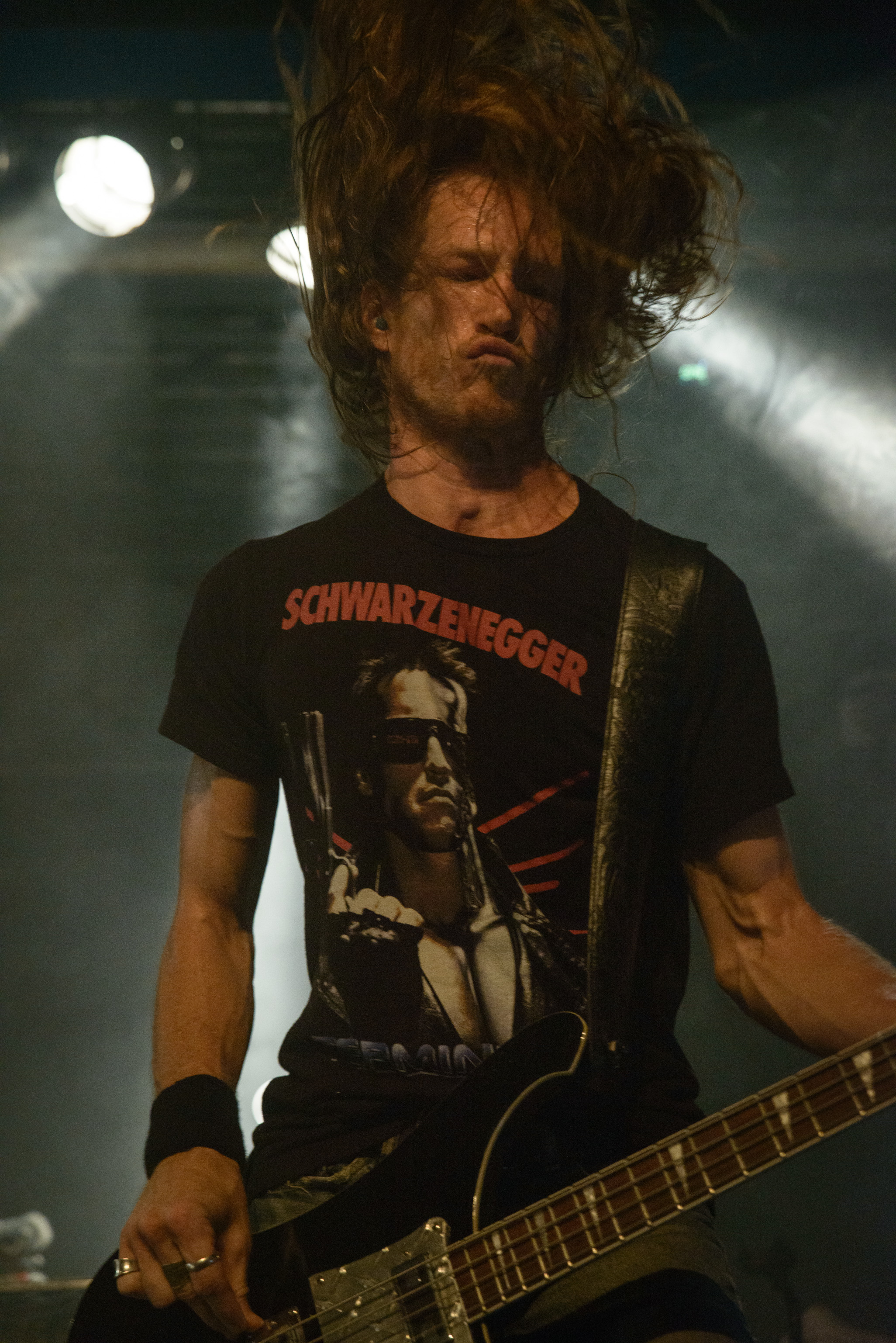
Damien Sisson al Free&Easy Festival 2015

Il gruppo si forma nel 1982, inizialmente con il nome "Dark Theory", per iniziativa dei cugini Rob Cavestany alla chitarra, Dennis Pepa al basso e Andy Galeon alla batteria. Nella prima formazione, tutti i componenti del gruppo erano fra loro imparentati ed erano originari delle Filippine. All'inizio, delle voci si occupavano il bassista e suo fratello chitarrista Gus Pepa, da poco entrato nella band. A loro si aggiunse nel 1984, tra il primo e il secondo demo, il cantante Mark Osegueda. La band, agli inizi della carriera, registrò un demo prodotto dal noto chitarrista dei Metallica Kirk Hammett. Quindi, nel 1987, arrivano al debutto per la Enigma con The Ultra-Violence. L'anno successivo viene dato alle stampe Frolic Through the Park, seguito dall'album dal vivo Fall from Grace, pubblicato il 1º gennaio del 1990. Il terzo disco, Act III appunto, fu pubblicato da una major: la Geffen. Ma le cose, di lì a breve, non sarebbero andate come previsto.

### Lo scioglimento e i The Organization (1991-1995)
Nel 1991 decisero di sciogliersi, principalmente per via delle gravi condizioni di salute del batterista, ricoverato oltre un anno a causa di un infortunio. Nel frattempo, Osegueda lasciò il gruppo per andare a vivere a New York, abbandonando così la carriera di musicista. Gli altri componenti della band continuarono con un progetto chiamato The Organization col quale registrarono due demo e due album in studio, si sciolsero nel 1995.

### La reunion (2001-2009)

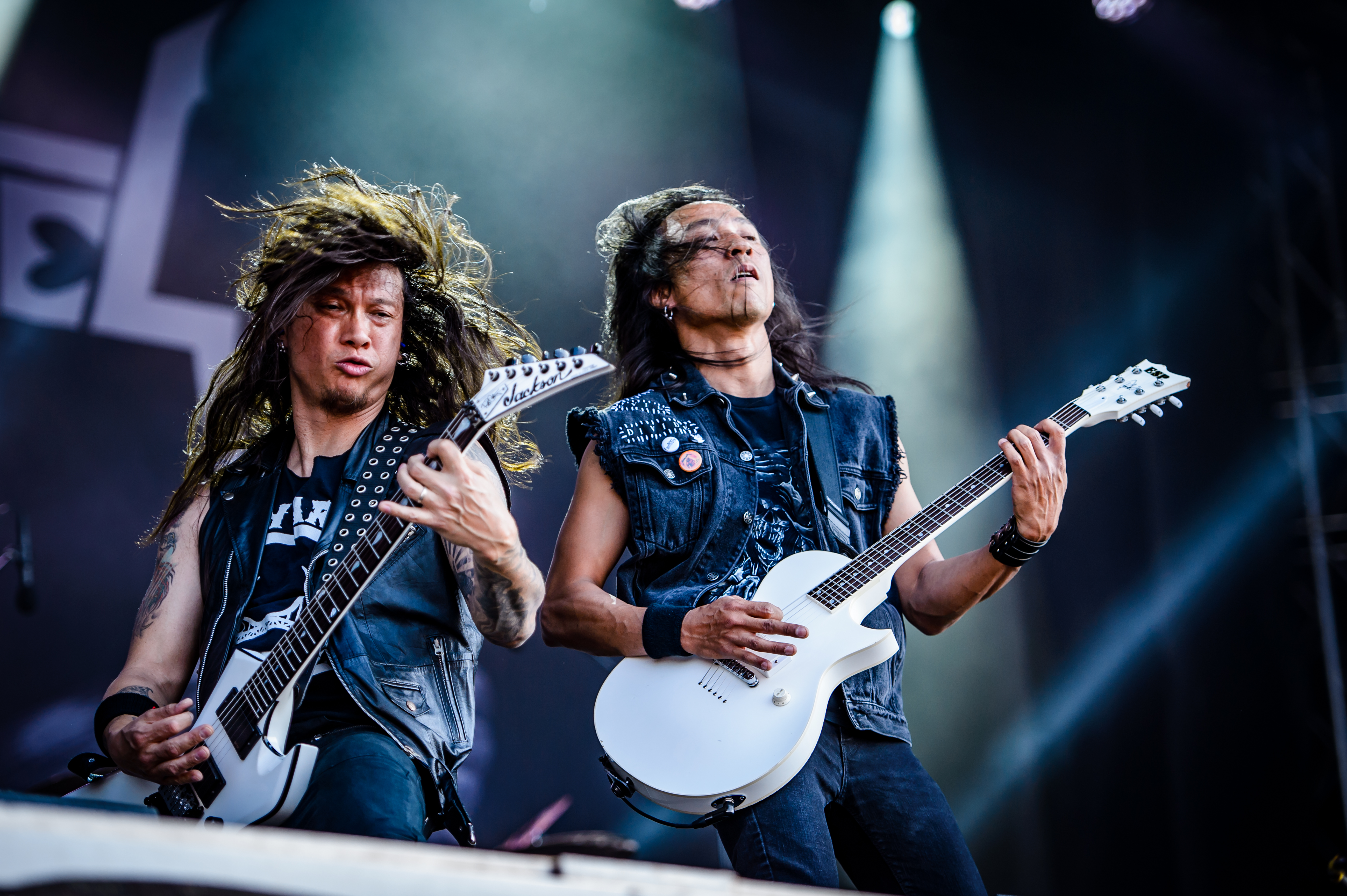
Rob Cavestany, fondatore del gruppo, e Ted Aguilar al Rockharz Open Air 2017

Giusto dieci anni dopo il gruppo si riformò, ad eccezione di Gus che fu sostituito da Ted Aguilar (noto come "the world's smallest Samoan"). Presero parte al progetto di beneficenza chiamato "Thrash of the Titans", costituito per aiutare i frontman di Testament e Death a guarire dal cancro: rispettivamente, Chuck Billy e lo scomparso Chuck Schuldiner. Forti di un contratto con la Nuclear Blast, nel 2004 uscì il loro quarto album di inediti intitolato The Art of Dying, acclamato da pubblico e critica. L'anno successivo è la volta del cofanetto retrospettiva Archives and Artifacts per la Restless Records. Dopo un'altra piccola pausa, la band pubblica nel 2008 la sua quinta fatica Killing Season, seguito dal DVD Sonic German Beatdown. Questo li ritrae, per l'ultima volta, con la storica sezione ritmica composta da Dennis Pepa e Andy Galeon, appunto.

### Il nuovo corso (2010-presente)
Dopo varie vicissitudini riguardanti l'assetto della nuova formazione, nel 2010 venne registrato Relentless Retribution. Da qui in avanti, i principali compositori diverranno il cantante (testi) e il chitarrista storico Rob Cavestany (musiche). Tre anni dopo arriva il sesto album: The Dream Calls for Blood. Il 24 luglio 2015 vede la luce, sotto forma di DVD, un documentario su di loro intitolato A Thrashumentary, comprendente anche il CD The Bay Calls for Blood - Live in San Francisco. Mentre, nel 2016 è la volta di The Evil Divide. Anche questo prodotto da Jason Suecof.

## Formazione

### Formazione attuale
- Mark Osegueda – voce (1984-1991, 2001-presente)
- Rob Cavestany – chitarra (1982-1991, 2001-presente)
- Ted Aguilar – chitarra (2001-presente)
- Damien Sisson – basso (2009-presente)
- Will Carroll – batteria (2009-presente)

### Ex componenti
- Dennis Pepa – basso (1982-1991, 2001-2008), voce (1982-1984)
- Andy Galeon – batteria (1982-1991, 2001-2008)
- Gus Pepa – chitarra (1982-1991)
- Sammy Diosdado – basso (2009)

### Ex turnisti
- Chris Kontos – batteria (1991)

## Discografia

### Album in studio
- 1987 - The Ultra-Violence
- 1988 - Frolic Through the Park
- 1990 - Act III
- 2004 - The Art of Dying
- 2008 - Killing Season
- 2010 - Relentless Retribution
- 2013 - The Dream Calls for Blood
- 2016 - The Evil Divide
- 2019 - Humanicide

### EP
- 2020 - Under Pressure

### Raccolte
- 2005 - Archives and Artifacts
- 2007 - The Long Road Home
- 2020 - The Enigma Years

### Album dal vivo
- 1990 - Fall from Grace
- 2009 - Sonic German Beatdown - Live in Germany
- 2015 - The Bay Calls for Blood - Live in San Francisco
- 2021 - The Bastard Tracks

### Box Set
- 2005 - Archives and Artifacts

### Demo
- 1983 - Heavy Metal Insanity
- 1985 - Kill as One

## Videografia
- 2009 - Sonic German Beatdown
- 2015 - A Thrashumentary